# Vittacus mansoni
Vittacus mansoni är en spindeldjursart som beskrevs av Hartford Hammond Keifer 1969. Vittacus mansoni ingår i släktet Vittacus och familjen Eriophyidae. Inga underarter finns listade i Catalogue of Life.